# Рашуо, Никола
Никола Рашуо (серб. Никола Рашуо / Nikola Rašuo; 27 июля 1962, Книн — 21 августа 2023) — полковник Вооружённых сил Республики Сербской.

## Биография
Родился 27 июля 1962 года в Книне. Родители — Лазарь и Милица. Окончил среднюю школу в Книне в 1977 году и ПТУ в Белграде в 1981 году (специальность «техник-конструктор»). Срочную службу в Югославской народной армии прошёл в школе офицеров запаса в Загребе в 1981—1982 годах в технической службе. В 1986 году окончил Военную академию Сухопутных войск в Белграде, в 1996—1997 годах — школу Генерального штаба Вооружённых сил Югославии в Белграде. В 1986—1991 годах нёс гарнизонную службу в Любляне.
С 1991 года участвовал в вооружённых конфликтах на территории бывшей СФРЮ. Согласно генералу Драгомиру Кесеровичу, в 1991 году лейтенант Рашуо со своей ротой военной полиции взял под контроль центр Территориальной обороны Словении в Пекре (под Любляной) и разоружил личный состав центра, а с командиром центра лично переговорил. В том же году Рашуо перебрался в Баня-Луку, в гарнизоне которой служил до 1996 года. Занимал должности командира взвода и роты в 17-м батальоне военной полиции Вооружённых сил Республики Сербской, командира 1-го батальона военной полиции (также заместитель командира), начальник службы военной полиции в Генеральном штабе Вооружённых сил Республики Сербской и командир 112-й моторизованной бригады.
В составе ВС Республики Сербской участвовал во множестве сражений и операций. В 1997—1998 годах служил в гарнизоне Биелины, в 1998—2002 годах — в Нови-Граде, в 2003—2004 годах — в Баня-Луке. Был женат, воспитал двоих детей. Проживал после ухода на пенсию в Баня-Луке, был деятелем местной организации ветеранов 1-го батальона военной полиции.
21 августа 2023 года скончался в Белграде в Военно-медицинской академии после продолжительной болезни. 23 августа 2023 года похоронен на Центральном городском кладбище Врбани.

## Награды
- Орден Звезды Карагеоргия[серб.] II степени[4]
- Орден Милоша Обилича[4]
- Медаль «За военные заслуги»[серб.][3]